# Шествие рыб
«Ше́ствие рыб» — дебютный студийный альбом группы «Телевизор», вышедший в 1985 году.

## История записи
Созданная весной 1984 года группа «Телевизор» сразу же вступает в Ленинградский рок-клуб и быстро обращает на себя внимание оригинальными песнями в эстетике новой волны. Группа дебютирует на II ленинградском рок-фестивале и сразу становится лауреатом, а Борзыкин был отдельно отмечен как автор лучших текстов. В течение 1984 и 1985 года «Телевизор» даёт ряд концертов и становится лауреатом на III фестивале Ленинградского рок-клуба в 1985 году. Материал, наработанный за полтора года, стал основой для первого магнитоальбома, который был записан в 1985 году на студии Андрея Тропилло. В альбом «Шествие рыб» вошло 13 песен. В 1988 году фирма «Мелодия» выпустила «Шествие рыб» на виниловой пластинке (C90 26849 006). По словам Борзыкина, пластинка была продана тиражом около миллиона копий (по другим данным тираж составил 333 250 экз.). В этом же году песня «С вами говорит телевизор» вошла в сборник «Ленинградский Рок-клуб» (C60 26573 002).
По признанию лидера группы Михаила Борзыкина тексты ряда песен были написаны под сильным влиянием Бориса Гребенщикова. В своём первом альбоме «Телевизор» представил оригинальное сочетание холодного, почти роботизированного звучания и страстно-горячего вокала Борзыкина. Это соединение инструментального минимализма и вокального драйва стало визитной карточкой группы 1980-х. «Я даю информацию», — так говорил Борзыкин о том периоде творчества. Инструментальный стиль альбома характеризуется свойственной «Телевизору» смесью пост-панка, тяжёлой электронной музыки и мрачных психоделических мотивов. Острые тексты с яркой социальной, а порой и политической подоплёкой вызывали недовольство партийных кураторов ленинградского рока. На IV фестивале Ленинградского рок-клуба, проходившем в июне 1986 года, «Телевизору» не разрешили исполнять наиболее критические композиции: «Мы идём» и «Выйти из-под контроля». Группа пошла на смелый по тем временам шаг и исполнила «незалитованные» песни, за что была наказана шестимесячным запретом на концертную деятельность. Так как «Телевизор» был уличён в том, что нарушал запрет, давая неофициальные концерты, срок увеличили ещё на один месяц.
В том же 1986 году, ещё до скандала с «незалитованными» песнями, группа «Телевизор» с песнями из альбома «Шествие рыб» приняла участие в популярной передаче «Музыкальной ринг». Сценическим оппонентом Борзыкина в этой передаче выступила Алла Пугачёва.
Композиция «Тревога» была написана в качестве саундтрека к телевизионному фильму-спектаклю «Лапа-растяпа», снятого в 1991 году по одноимённому рассказу Джерома Сэлинджера на Ленинградском телевидении. В состав альбома как выпуска 1985 года, так и 1988 годов она не вошла и лишь позднее была включена в состав альбома «Шествие рыб» под номером 14.

— Первый ваш магнитофонный альбом считается несколько слабее следующего.

— Обычно, когда что-то долго носишь в себе, в итоге вещь получается не очень сильной, даже похожей на чужое произведение. Наш первый альбом оказался таким, в нём было много лирики. А потом наступило нечто вроде прозрения: мы сыграли вещь, строго-настрого запрещенную, но спеть её считали для себя необходимым. И с тех пор страх отсутствует, не скажу, конечно, что полностью, но тем не менее.— Интервью с М. Борзыкиным
В январе 2011 года на лейбле «Геометрия» вышло переиздание альбома «Шествие рыб» в обновленном и дополненном виде. Включает два диска, на одном из которых представлен дебютный альбом «Шествие рыб» (1985), а на втором — концертные записи выступлений на II и III ленинградских рок-фестивалях (1984—1985).

## Список композиций
Слова и музыка всех песен —  — Михаил Борзыкин.
| №  | Название          | Длительность |
| -- | ----------------- | ------------ |
| 1. | «Люди в ожидании» | 2:46         |
| 2. | «Муха на стекле»  | 2:09         |
| 3. | «Город»           | 3:02         |
| 4. | «Я не виноват»    | 2:14         |
| 5. | «Вчера»           | 2:04         |
| 6. | «Цветные сны»     | 3:24         |
| 7. | «Человек из ваты» | 2:17         |

| №  | Название                   | Длительность |
| -- | -------------------------- | ------------ |
| 1. | «Дальний Восток»           | 2:20         |
| 2. | «Шествие рыб»              | 3:59         |
| 3. | «Обо мне»                  | 2:12         |
| 4. | «Мания величия»            | 1:42         |
| 5. | «Товарищ Сухов»            | 3:23         |
| 6. | «С вами говорит телевизор» | 3:17         |

| №   | Название                        | Длительность |
| --- | ------------------------------- | ------------ |
| 14. | «Тревога» (записан в 1991 году) | 3:20         |

В переиздании 2012 года альбом дополнен записями выступлений группы на II и III фестивалях Ленинградского рок-клуба.
| №  | Название                    | Длительность |
| -- | --------------------------- | ------------ |
| 1. | «Человек из ваты»           | 4:04         |
| 2. | «Цветные сны»               | 4:39         |
| 3. | «Люди в ожидании»           | 4:03         |
| 4. | «Обо мне»                   | 3:31         |
| 5. | «Послушай, я вчера…»        | 3:21         |
| 6. | «До-мажор»                  | 4:16         |
| 7. | «Мания величия»             | 4:21         |
| 8. | «Мы не хотим быть мишенями» | 5:21         |
| 9. | «Вчера»                     | 3:23         |

| №  | Название                   | Длительность |
| -- | -------------------------- | ------------ |
| 1. | «Полночный человек»        | 2:46         |
| 2. | «Город»                    | 3:06         |
| 3. | «Огнетушитель»             | 3:25         |
| 4. | «Я не виноват»             | 2:16         |
| 5. | «Шествие рыб»              | 4:15         |
| 6. | «Муха на стекле»           | 2:14         |
| 7. | «Товарищ Сухов»            | 3:20         |
| 8. | «С вами говорит телевизор» | 3:04         |

## Участники записи
- Михаил Борзыкин — вокал, клавиши, драм-машина, эффекты, аранжировки, автор текстов и музыки
- Александр Беляев — гитара, вокал
- Андрей Тропилло — звукорежиссёр, драм-машина, саксофон («Обо мне»)
- Евгений Губерман — электронные барабаны (альбом)
- Игорь Петров — гитара (бонусы — II и III фестивали ЛРК)
- Игорь «Гога» Копылов — бас-гитара, вокал (II фестиваль ЛРК, песня «Послушай, я вчера…»)
- Вячеслав Архипов — ударные (бонусы — II и III фестивали ЛРК)